# Mistrzostwa Świata w Piłce Ręcznej Mężczyzn 1938
Mistrzostwa Świata w Piłce Ręcznej Mężczyzn 1938 – pierwsze mistrzostwa świata w piłce ręcznej mężczyzn, oficjalny międzynarodowy turniej piłki ręcznej organizowany przez IAHF. Odbył się w dniach 5–6 lutego 1938 roku w Berlinie. Zwycięzcą został gospodarz imprezy – III Rzesza.

## System rozgrywek
Zawody zostały rozegrane systemem kołowym w gronie czterech zespołów, spośród których niepokonani okazali się gospodarze. Mecze składające się z dwóch dziesięciominutowych połów rozgrywano w hali o wymiarach 50 na 25 metrów.

## Mecze
| 5 lutego 1938 | III Rzesza | 11:3(4:3) | Dania | Berlin |
| 5 lutego 1938 |            | 11:3(4:3) |       | Berlin |

| 5 lutego 1938 | Austria | 5:4(2:2) | Szwecja | Berlin |
| 5 lutego 1938 |         | 5:4(2:2) |         | Berlin |

| 5 lutego 1938 | Szwecja | 2:1(1:1) | Dania | Berlin |
| 5 lutego 1938 |         | 2:1(1:1) |       | Berlin |

| 6 lutego 1938 | III Rzesza | 5:4(4:2) | Austria | Berlin |
| 6 lutego 1938 |            | 5:4(4:2) |         | Berlin |

| 6 lutego 1938 | Austria | 7:2(3:1) | Dania | Berlin |
| 6 lutego 1938 |         | 7:2(3:1) |       | Berlin |

| 6 lutego 1938 | III Rzesza | 7:2(3:1) | Szwecja | Berlin |
| 6 lutego 1938 |            | 7:2(3:1) |         | Berlin |

## Zwycięzca
III Rzesza
 
PIERWSZY TYTUŁ

## Klasyfikacja końcowa
| Miejsce | Reprezentacja |
| ------- | ------------- |
| złoto   | III Rzesza    |
| srebro  | Austria       |
| brąz    | Szwecja       |
| 4.      | Dania         |